# Substrongylosoma distinctum
Substrongylosoma distinctum är en mångfotingart som beskrevs av Sergei I. Golovatch 1984. Substrongylosoma distinctum ingår i släktet Substrongylosoma och familjen orangeridubbelfotingar. Inga underarter finns listade i Catalogue of Life.